# Csongrád-Csanád
Csongrád-Csanád er en af de 19 provinser i Ungarn. Provinsen har et areal på 4.263 kvadratkilometer, og et indbyggertal (pr. 2001) på ca. 419.000.
Csongrád-Csanáds hovedstad er Szeged, der også er provinsens største by.
- Wikimedia Commons har flere filer relateret til Csongrád-Csanád

46°25′N 20°15′Ø / 46.42°N 20.25°Ø